# Междусистемна газова връзка Гърция-България
Междусистемната газова връзка Гърция-България или Проект Ай Джи Би (IGB) е проект за реверсивен газопровод който трябва да свърже гръцката национална газопреносна система в района на гр. Гюмюрджина, Гърция с българската национална газопреносна система в района на гр. Стара Загора. Гaзопроводът е с дължина 182 км. от които 151 км. на българска територия и 31 км. на гръцка територия и с диаметър 32" (813 mm). Капацитетът ще бъде до 3 млрд.м3/година, но е проектиран така, че да има възможност да бъде увеличен до 5 млрд.м3/година при пазарен интерес.
Проектът IGB е изключително важен от гледна точка на повишаване на сигурността на доставките и осигуряване на диверсификация на доставките на газ за България и региона на Югоизточна Европа.
Дружеството „Ай Си Джи Би“ АД, което ще бъде собственик на газопровода е регистрирана в България през месец януари 2011 г., в която акционери с равни дялове са „Български енергиен холдинг“ ЕАД (50%) и „IGI Poseidon“ S.A. (50%). Акционери с равни дялове в „IGI Poseidon“ са гръцката „ДЕПА“ и италианската „Едисон“ С.п.А
Проектът е обявен за проект от национално значение и „Национален обект“ съгласно Решения на Министерски Съвет на Република България № 615/14.07.2009, № 452/07.06.2012, както и съгласно Закон 4001/2011 от законодателството на Република Гърция.

## Тръжна процедура
- На 8 ноември 2017 г. е обявена обществена поръчка с предмет „Избор на инженер-консултант“

- На 8 декември 2017 г. е обявена обществена поръчка в ограничена процедура в две фази с предмет „Производство и доставка на тръби за нуждите на Междусистемна газова връзка Гърция-България“ с номинален диаметър DN800 / 32”.Прогнозната стойност на обществената поръчка е 60 000 000 евро без ДДС, а срокът за изпълнение на поръчката е 12 месеца.[1]

В първата фаза на процедурата заявления за участие постъпват от 10 кандидати, като до втора фаза са допуснати трима: Erciyas Celik Boru Sanayi A.S.Турция, Топливо-2 ЕООД България и Corinth Pipeworks Industry S.A. Гърция
- През май 2018 г. е обявена обществена поръчка с предмет „Извършване на археологически проучвания на археологически обекти, установени на трасето на газопровод „Междусистемна газова връзка Гърция-България“.Прогнозната стойност на обществената поръчка е 3 000 000 лева без ДДС, а срокът за изпълнение на поръчката е 3 месеца.

- През октомври 2018 г. е обявена обществена поръчка с предмет „Избор на консултант за осъществяване на строителен надзор с предмет „Строеж на междусистемна газова връзка Гърция-България“.Прогнозната стойност на обществената поръчка е 1 300 000 лева без ДДС, а срокът за изпълнение приключва с въвеждането в експлоатация на строежа.

- На 23 април 2019 г. са отворени ценовите предложения на участниците, подали оферти за втората фаза на ограничената процедура за възлагане на обществена поръчка с предмет "Проектиране, доставка и строителство на междусистемна газова връзка Гърция-България“. Прогнозната стойност на поръчката е 145 000 000 евро без ДДС, а срокът за изпълнение е 18 месеца. Допуснатите участници до втора фаза са 5 фирми и обединения.[2]
  - ДЗЗД IGB – 2018 с членове – Бонати С.п.А, Главболгарстрой Интернешънъл АД, Джи Пи Груп АД
  - Обединение МАКС ЩРАЙХЕР – ТЕРНА с членове: „ТЕРНА“ АД и „МАКС СТРАЙХЕР“ С.П.А
  - Обединение SPIECAPAG TRACE IGB 2018 с членове : Spiecapag АД и Трейс Груп Холд АД
  - J&P AVAX S.A
  - Обединение CPP – AKTOР – Чайна Петролеум Пайплайн Инженеринг Ко. ООД (СиПиПи ООД) и Строително Акционерно Дружество АКТОР (АКТОР АД)

От допуснатите участници оферти са постъпили едва от двама от поканените кандидати : ДЗЗД IGB – 2018 – 229 700 000 евро без ДДС и J&P AVAX S.A. – 144 850 000 евро без ДДС.
- На 24 април 2019 г. е избрано обединението ДЗЗД „ЕКО БУЛ КОНТРОЛ“, състоящо се от три юридически лица – „ЕКОИНЖЕНЕРИНГ“ ЕООД, "БУЛ СТРОЙ КОНТРОЛ ИНЖЕНЕРИНГ“ АД и „КОНТРОЛ ИНЖЕНЕРИНГ“ АД за консултант за осъществяване на строителен надзор с цена от 766 000 лв. без ДДС. на база на критерия най-добро съотношение качество/цена.[3]

- На 11 май 2019 г. Гръцката компания „Коринт Пайпуъркс Индъстри“ (Corinth Pipeworks Industry) е избрана да достави тръбите за изграждането на газовата връзка между България и Гърция..Фирмата е спечелила обществената поръчка с цена от 58 200 000 млн. евро.[4]

- През ноември 2019 г. С решение №15289 на тричленен състав на Bърховния административен съд оставя в сила решението на Kомисията за защита на ĸонĸуренцията (KЗK), c ĸоето ce потвърждава решението на проеĸтната ĸомпания „Aй Cи Джи Би“ AД за избор на гръцĸата ĸомпания Corіnth Pіpeworkѕ Ѕ.А Ріре Іnduѕtry Ѕ.А. за изпълнител на обществената поръчĸa за производство и доставĸa на тръби. Със същото решение от процедурата се отстранява дружеството „Топливо-2“ ЕООД поради несъответствие на техническото предложение с изискванията на техническата спецификация. Решението на ВАС е окончателно и не подлежи на обжалване. [5]

## Финансиране
Общият размер на инвестиционните разходи за изграждането на междусистемната връзка възлиза на 240 млн. евро.
- Акционерите в съвместното акционерно дружество – 46 млн. евро
- Европейската енергийна програма за възстановяване (ЕЕПВ), която се управлява централно от ЕК – 45 млн. евро
- Заем предоставен от Европейската инвестиционна банка (ЕИБ) на БЕХ (впоследствие прехвърлен на ICGB) – 110 млн. евро
- Оперативна програма „Иновации и конкурентоспособност“ 2014 – 2020 г. (ОПИК). – 39 млн. евро

- На 2 април 2019 г. Европейската комисия (ЕК) официално одобри отпускането на 33 млн. евро от бюджета на ЕС за изграждането на интерконектора Гърция-България.Средствата ще бъдат отпуснати по Оперативна програма „Иновации и конкурентоспособност“ (ОПИК) 2014 г.– 2020 г., като общият размер на безвъзмездното финансиране е 39 млн. евро, от които 33,15 млн. евро (85%) са осигурени от Европейските структурни и инвестиционни фондове (ЕСИФ), а останалите 5,85 млн. евро (15%) са национално съфинансиране. [6]

## Строителство
- На 12 септември 2017 г. Министерството на регионалното развитие и благоустройството издава разрешение за строеж на интерконектора на българска територия.[7]
- На 7 февруари 2019 г. Газовият интерконектор с Гърция получава разрешение за строеж на гръцка територия с решение ΥΠΕΝ/ΔΥΔΡ/11425/289 на гръцкия министър на енергетиката и околната среда Йоргос Статакис.
- На 22 май 2019 г. е направена символична първа копка на газовия интерконектор с Гърция.[8]
- На 18 юли 2019 г. проектът получава лиценз за независим оператор на газопреносна мрежа, което дава право и начало на строителството на гръцка територия.
- През февруари 2020 г. гръцката компания Corinth Pipeworks е произвела 47 км тръби за трасето. Трасето ще бъде изградено от спиралошевно и надлъжно заварени тръби. Всички тръби ще са с диаметър 32 инча, дължината им ще бъде съответно 12 м или 18 м, а дебелината ще варира между 11 мм и 20 мм в зависимост от участъка на трасето.
- През май 2020 г. над 70 км от тръбите са доставени на територията на двете държави.
- От 1 януари 2022 г. до приключването на обектна за гръцкото дружество текат дневни санкции от 90 хил. евро. Изпълнителят "Авакс" вече получи няколко отсрочки за завършване на проекта, като първоначалният срок е бил април 2020г. Натрупаните неустойки заради забавянето до момента са за почти 5 млн. евро.[9][10]
- На 8 юли 2022 г. газова връзка Гърция - България е изцяло изградена. Проведена е официална церемония в гръцкия град Гюмюрджина с личното участие на премиерите Кириакос Мицотакис и Кирил Петков, както и енергийният министър на Азербайджан.
- На 1 октомври 2022 г., след изпълнение на всички регулаторни изисквания и получаване на съответните разрешителни, газовата връзка беше официално въведена в търговска експлоатация.[11]

## Резервиран капацитет
- „Булгаргаз“ ЕАД има подписан дългосрочен договор с азербейджанската СОКАР за доставка на 1 млрд. куб. м/год. от находището Шах Дениз 2. На практика азербайджанският газ ще покрива около 1/4 от потреблението на България след 2020 г.[12]
- Гръцката „ДЕПА“
- Италианската „Едисон“
- Американската „Линде“ чрез LNG терминала в Александрополис – Втечнен природен газ
- Азербайджанската „Сокар“